# Miichthys
Miichthys is een monotypisch geslacht van straalvinnige vissen uit de familie van ombervissen (Sciaenidae).

## Soort
- Miichthys miiuy (Basilewsky, 1855)